# Драч Іван Федорович
Іва́н Фе́дорович Драч (17 жовтня 1936, село Теліжинці, кол. Тетіївський район, Київська область, Українська СРР, СРСР — 19 червня 2018, Київ, Україна) — український та радянський поет, перекладач, кіносценарист, драматург, державний і громадський діяч. Борець за незалежність України у ХХ сторіччі. Член КПРС (1959—1990). Перший голова Народного Руху України (з 10 березня 1989 по 28 лютого 1992). Народний депутат України 3-го скликання. Герой України (2006). Кавалер ордена князя Ярослава Мудрого III, IV, V ступення, лауреат Національної премії імені Тараса Шевченка (1976) та Державної премії СРСР (1983). Почесний професор Київського університету імені Бориса Грінченка та почесний доктор Київського національного університету імені Тараса Шевченка. Разом з Ліною Костенко та Павлом Тичиною був номінантом на Нобелівську премію з літератури.

## Життєпис
Народився 17 жовтня 1936 р. в селі Теліжинці Тетіївського району Київської області (нині Білоцерківський район) у родині робітника радгоспу. Здобував початкову та середню освіту в загальній школі містечка Тетіїв. Закінчив її успішно, особливо добре давалися хлопцю гуманітарні науки. Після закінчення Тетіївської середньої школи викладав російську мову й літературу в семирічній школі села Дзвеняче Тетіївського району. Працював інструктором Тетіївського райкому ЛКСМУ з напрямку діяльності МТС. Уже у 1951 році у районній газеті був надрукований його перший вірш. 1955—1958 служив в армії в 16‑му понтонно‑мостовому Верхньодніпровському полку.
З 1957 навчався на філологічному факультеті в Київському університеті, але навчання не закінчив, був виключений під тиском каральних органів. Одразу після демобілізації, в 1958 році успішно вступає до Київського гуманітарного університету на факультет філології. Виключено через творчі та політичні погляди, у вересні 1961 зміг відновитися на заочне відділення. Пізніше, залишивши навчання, розпочав працювати в редакції газети «Літературна Україна». Закінчив дворічні найвищі сценарні курси в Москві, працював сценаристом на кіностудії художніх фільмів імені О. Довженка, потім у редакції журналу «Вітчизна». Саме тоді написав перші вірші. У 1959 вступив до КПРС. В 1959 році стає членом літературної студії імені В. Чумака, а також Клубу Творчої Молоді. В КТМ виступає зі своїми поезіями, бере участь в організації літературних вечорів. В колі так званих “дітей відлиги” стає впізнаваним завдяки своїй творчості.
До того самого часу належать перші контакти з українськими дисидентами та перші вірші з критичними оцінками радянської влади. Іван Драч відкрито виявляв свої політичні погляди, підтримував В’ячеслава Чорновола, Михайла Осадчого, Мирославу Зваричевську, Богдана і Михайла Горинів та інших дисидентів. Через подібні зв’язки мав проблеми з радянською владою, але після гучних арештів відкрито заявив, що шкодує про підтримку українських дисидентів.
У 1961 році Іван Драч опублікував у «Літературній газеті» драму-феєрію «Ніж у сонці», яка відразу привернула увагу критики. Протягом 1962−1988 p. виходили його збірки: «Соняшник» (1962), «Протуберанці серця» (1965), «Балади буднів» (1967), «До джерел» (1972), «Корінь і крона» (1974), «Київське небо» (1976), «Шабля і хустина» (1981), «Драматичні поеми» (1982), «Теліжинці» (1985), «Чорнобильська мадонна» (1987), «Храм серця» (1988).
Після арештів дисидентів написав відкритого листа, в якому каявся у своїх зв'язках із ними (травень 1966)[джерело?], після чого стосунки з офіційною владою суттєво покращились. Неодноразово в різкій формі засуджував буржуазний націоналізм, підтримував діяльність комуністичної партії як у виступах, так і в поезії. Разом із тим, 30 червня 1966 ЦК Компартії України схвалив постанову про серйозні недоліки в організації виробництва кінофільмів на Київській кіностудії ім. О. Довженка, в якій піддавалися критиці кінострічки «Криниця для спраглих» (автор сценарію І. Драч, режисер Ю. Іллєнко). У 1976 він отримав Державну премію УРСР імені Тараса Шевченка за збірку віршів «Корінь і крона». У журналі «Перець» № 8 за 1976 рік розміщено дружній шарж Анатолія Арутюнянца, присвячений цій події.
У 1983 був нагороджений Державною премією СРСР із літератури за збірку віршів у перекладі російською мовою «Зелёные врата» (М., 1980).
Працював у газетах «Літературна Україна» та «Батьківщина», а також на кіностудії ім. О. П. Довженка. Після початку Перебудови відновив контакти в дисидентських колах.
Член Спілки письменників України з 1962.
25 жовтня 1988 року брав участь в урочистостях із нагоди відкриття меморіальної дошки на будинку в Кам'янці-Подільському, де народився Микола Бажан.

## Політична діяльність
На І-му з'їзді Народного Руху України за перебудову 7-10 вересня 1989 р. Драча було обрано головою Руху: з 1109 делегатів — 38 голосів «проти», 15 — «утрималися» — всі інші — «за» (1-й заступник голови Руху — Конєв Сергій Іванович, заступники: Володимир Яворівський, Володимир Черняк, Михайло Горинь).
Весною 1990 р. обраний депутатом Верховної Ради УРСР від Данилівського (№ 259) виборчого округу, отримавши підтримку 66,38 % виборців.
З 28 лютого по 4 грудня 1992 року був співголовою НРУ разом зі В'ячеславом Чорноволом і Михайлом Горинем. Пізніше очолив громадську організацію — Товариство "Україна-Світ". Історія цього товариства за радянських часів було тісно пов'язано з КДБ[джерело?].
З березня 1998 по квітень 2002 — Народний депутат України 3-го скликання.
На парламентських виборах 31 березня 2002 р. виступав у списку «Нашої України» під номером 31 і втретє став членом Парламенту України.
У 2014 очолював Комітет зі присудження щорічної премії Президента України «Українська книжка року».
Помер уранці 19 червня 2018 року у віці 81 року в київській клінічній лікарні «Феофанія» після важкої хвороби легень. Похорон відбувся 21 червня. Згідно з заповітом поета, його поховали біля могили сина Максима на кладовищі рідного села.

## Особисте життя
За життя Іван Драч охоче спілкувався з журналістами. В одному з інтерв’ю він розповів історію зі свого дитинства про перше кохання. Ним стала перша вчителька Фросина Федотівна. Митець пригадував, як виконував її завдання — писав гасло на червоному полотні. Робив це дуже повільно, адже так можна було якнайдовше побути поруч із коханою. Хлопчик мріяв, що в майбутньому вони одружаться і разом виховуватимуть трійко дітей Фросини Федотівни, адже їхній батько загинув на фронті.
Одружився Іван Федорович із жінкою на 9 років молодшою від нього на ім’я Марія (нар. 1946). У подружжя народилось двоє дітей — син Максим (нар. 1965) та донька Мар'яна (нар. 1972). Діти створили власні сім’ї, подарувавши батькам онуків. Син не пережив батька, загинув 2009 року.

## Творчість
Творчий шлях розпочав у період «хрущовської відлиги». Дебютував 1961, коли київська «Літературна газета» опублікувала його поему-трагедію «Ніж у сонці».
За радянських часів створив цілі цикли віршів, присвячених Леніну й комуністичній партії, до якої належав.
Цікавою видається вже перша збірка поета «Соняшник», у якій оспівувалась доля звичайної людини, невичерпність людського генія на теренах науки й техніки, бажання розгадати таємниці буття. І до сьогодні «візитковими» для Івана Драча є твори, які ще на початку 60-х захоплювали читачів неординарністю поетичного мислення: «Балада про соняшник» (котра дала назву й дебютній збірці) та «Етюд про хліб».
Твори були відомі в СРСР та за кордоном. Поезії було перекладено на російську (кілька окремих видань), білоруську, азербайджанську, латиську, молдовську, польську, чеську, німецьку та інші мови.

## Нагороди та звання
- 1976 — Державна премія УРСР імені Тараса Шевченка за збірку поезій «Корінь і крона»
- 1983 — Державна премія СРСР
- 16 жовтня 1996 — орден князя Ярослава Мудрого V ступеня — за вагомий особистий внесок у розвиток національної культури, зміцнення зв'язків держави з українцями за її межами[18]
- 21 серпня 2001 — орден князя Ярослава Мудрого IV ступеня — за значний особистий внесок у соціально-економічний та культурний розвиток України, вагомі трудові досягнення та з нагоди 10-ї річниці незалежності України[19]
- 19 серпня 2006 — звання Герой України з врученням ордена Держави — за самовіддане служіння українському народові, втілене у поетичному слові та відстоюванні ідеалів свободи і демократії[20]
- 19 серпня 2011 — відзнака Президента України — ювілейна медаль «20 років незалежності України»[21]
- 2 вересня 2011 — почесний професор Київського університету імені Бориса Грінченка.[22]
- 17 жовтня 2011 — орден князя Ярослава Мудрого III ст. — за визначний особистий внесок у збагачення національної культурно-мистецької спадщини, багаторічну плідну творчу та громадсько-політичну діяльність[23]
- 2016 — відзнака Президента України — ювілейна медаль «25 років незалежності України».[24]
- 6 березня 2017 — почесний доктор Київського національного університету імені Тараса Шевченка.

## Вшанування пам'яті
Вулиця Івана Драча у містах Івано-Франківськ, Ізмаїл, Київ, Ковель.

## Творча бібліографія

### Літературна творчість
Поезії
- Соняшник (1962).
- Протуберанці серця (1965).
- Дихаю Леніним (1965).
- Балади буднів (1967).
- Поезії (1967).
- До джерел (1972).
- Корінь і крона (1974).
- Київське небо (1976).
- Дума про вчителя (драматична поема, 1977).
- Сонячний фенікс (1978).
- Сонце і слово (1978).
- Американський зошит (1980).
- Січнева балада 1924 року (1980).
- Шабля і хустина (1981).
- Драматичні поеми (1982).
- Київський оберіг (1983).
- Соняшник (1985).
- Теліжинці (1985).
- Храм сонця (1988).
  - «Чорнобильська мадонна» (1988)
- Противні строфи (2004[25] / 2005[26]).

Інше
- Збірка статей і нотаток «Духовний меч» (1983).
- Драч І. Ф., Кримський С. Б., Попович М. В. Григорій Сковорода: Біографічна повість. — К.: Молодь, 1984. — 214 с. — (Серія біографічних творів «Уславлені імена». Випуск 60).
- Драч І. Ф. Політика (статті, доповіді, виступи, інтерв'ю) (1997).
- Драч, І. Наближення [Текст]: поетичні переклади й статті / Іван Драч; упорядкування, вступ. ст. і комент. В. Брюґґена. — Х.: Фоліо, 2012. — 380 с.

Зібрання творів
- Вибрані твори. — Т. 1–2. — К., 1986.
- Твори у 3 томах. Київ: Фенікс. 2010[27]
  - Т. 1 : Вірші та поеми // [передм. І. Дзюби ; післямова Д. Павличка ; іл. В. Перевальського], 2010. 335 с.
  - Т. 2 : Кіноповісті // [передм. Юрія Іллєнка], 2010. 388 с.
  - Т. 3 : Статті та есеї // [передм. В . Брюґґена ; післямова М. Жулинського], 2010. 541 с.

Переклади іншими мовами
Твори Драча було перекладено багатьма мовами:
Російською
- Иван Драч. Протуберанцы сердца: стихи, поэма ["Вишневый ветер"]. Авторизованый перевод с украинского: М. Максимова, В. Карпенко. Москва: Советский писатель. 1966. 90 ст.
- Иван Драч. На дне росы: стихи. Авторизованый перевод с украинского: Лев Смирнов. Москва: Молодая гвардия. 1976. 96 ст.
- Иван Драч. Солнечный гром: Стихи. Перевод с украинского: ?. Москва: Художественная литература. 1977. 204 ст.
- Иван Драч. Зеленые врата: Стихи. Перевод с украинского: ? ; жудожник: Н. В. Фадеева. Москва: Советский писатель. 1980. 144 ст. (передрук у 1986 році)
- Иван Драч. Подсолнух: Стихотворения. Перевод с украинского: ?; Предисловие: Борис Олейник. Москва: Молодая гвардия. 1983. 124 ст.
- Иван Драч. Американская тетрадь: стихи, траматическая поема. Авторизованый перевод с украинского: Юрий Меженко. Москва: Советский писатель. 1984. 182 ст.
- Иван Драч. Избранное. Перевод с украинского: ?; предисловие: Левон Мкртчан. Москва: Художественная литература. 1987. 397 ст.
- Иван Драч. Духовный меч: литературно-критические статьи и эссе. Авторизованый перевод с украинского: Е. К. Дейч, Л. С. Танюк. Москва: Советский писатель. 1988. 366 ст.
- Иван Драч. Слово.[30] Перевод с украинского: ?. Київ: Либідь. 2009. 448 ст. ISBN 978-966-06-0547-3

Білоруською
- Іван Драч. Мелодыя каліны: паэзія. З укр. пер. і ўступ. артыкул: Рыгор Барадулін. Мінск: Мастацкая літаратура. 1981. 142 ст.

### Кінематографічна творчість
Автор сценаріїв фільмів:
- «Криниця для спраглих» (1964),
- «Камінний хрест» (1968),
- «Іду до тебе» (1971),
- «Пропала грамота» (1972),
- «Дід лівого крайнього» (1974),
- «І в звуках пам'ять відгукнеться...» (1986),
- мультфільму «Крила»,
- «Вечори на хуторі біля Диканьки» (1983),
- «Мама, рідна, любима...» (1986, у співавт.),
- «Зона» (1988, у співавт.),
- «Вінчання зі смертю» (1992, у співавт.),
- «Таємниця Чингісхана» (2002, у співавт.) тощо.

Автор спогадів про С. Параджанова «Трагічна квітка» (див.: Сергій Параджанов. Злет. Трагедія. Вічність. К., 1994). Очолював Меморіальний фонд Івана Кавалерідзе.
І. Драчу присвячено телефільм Р. Єфіменка «Іван Драч. Кредо» (1990).

#### Збірки кіноповістей та сценаріїв
- Драч, І. Іду до тебе [Текст]: кіноповісті / Іван Драч. — К.: Радянський письменник, 1970. — 182 с.
- Драч, І. Криниця для спраглих. Кіно [Текст] / Іван Драч; упоряд. І. Рябчий; передм., фільмогр. С. Тримбача; худож.-оформлювач О. Гугалова. — Х.: Фоліо, 2017. — 589 с.

## Додаткова література

### Статті в енциклопедіях, довідниках
- Письменники Радянської України. — К., 1970. — С. 134—135.
- Письменники Радянської України. — К., 1976. — С. 101.
- Українська Радянська Енциклопедія. — 2-е видання. — Т. 3. — К., 1979. — С. 467.
- Письменники Радянської України. — К., 1981. — С. 77.
- Жулинський М. Г. Драч Іван Федорович // Українська літературна енциклопедія. — Т. 2. — К., 1990. — С. 108—109.
- Митці України: Енциклопедичний довідник. — К., 1992. — С. 226.
- Письменники України. — Дніпропетровськ, 1996. — С. 83-84.
- Хто є хто в українській політиці. — Випуск 3. — К., 1996. — С. 91.
- Мистецтво України: Біографічний довідник. — К., 1997. — С. 220—221.
- Шевченківські лауреати 1962—2001: Енциклопедичний довідник. — К., 2001. — С. 150—154.
- Абліцов В. Г. Драч Іван Федорович [Архівовано 25 червня 2016 у Wayback Machine.] // Енциклопедія історії України. — Т. 2. — К., 2005. — С. 461.
- УСЕ Універсальний словник-енциклопедія. — 4-е видання. — 2006. — С. 412.
- Спілка кінематографістів України. К., 1985. — С.54;
- Кино: Энциклопедический словарь. М., 1987. — С.132;
- УСЕ: Універсальний словник-енциклопедія. К., 1999. — С.447;
- Три дні вересня вісімдесят дев'ятого. Матеріали Установчого з'їзду Народного руху України за перебудову. К.: 2000; С. 496.

### Книги про життя, творчість
- Ільницький М. Іван Драч. — К., 1986.
- Ткаченко А. О. Іван Драч. — К., 1988.
- Ковтун В. Іван Драч: Спроба портрета українського політика, — К., 1998.
- Ткаченко А. Іван Драч — поет, кінодраматург, політик. — К., 2000.

### Статті, передмови до книг
- Новиченко Леонід. Іван Драч — новобранець поезії // Драч І. Соняшник. — К., 1962.
- Іванисенко В. На відстані серця // Драч І. Поезії. — К., 1967.
- Острик Михайло. Жива, гаряча поезія // Проблеми. Жанри. Майстерність: Літературно-критичні статті. — Випуск 1. — К., 1976. — С. 203—210.
- В сузір'ї лауреатів // Україна. — 1983. — 4 грудня (№ 49). — С. 5.
- Шевчук Валерій. Дерево поезії Івана Драча // Україна. — 1986. — 12 жовтня (№ 41). — С. 6—7.
- Деревич П. Поету і громадянину // Прапор Жовтня. — 1988. — 1 листопада. — С. 3.
- Ткаченко Анатолій. Кіномуза Івана Драча (Замість ювілейного панегірика) // Українське слово. — 1996. — 17 жовтня. — С. 6.
- Ільницький Микола. «Сприймати світ до всіх його глибин» / М. Ільницький // Дивослово. — 2006. — № 10. — С. 43-47; № 11. — С. 55-57.
- Бурбан В. Крила Івана Драча // Культура і життя. — 2006. — 1 листопада. — С. 1.
- Дзюба Іван. «Народжуйте себе допоки світу…» // Драч, І. Берло [Текст]: книга поезій. — К.: Грамота, 2007. — С. 5-26.
- Витвицький, Володимир. Високе небо Драчевого слова [Архівовано 23 жовтня 2021 у Wayback Machine.] / В. Витвицький // Голос України. — 2010. — 13 листопада. — С. 7.
- Брюґґен Володимир. Література і час // Наближення [Текст]: поетичні переклади й статті / Іван Драч. — Х.: Фоліо, 2012. — С. 4-15.
- «Ти побудь, малий, хоча б поетом… [Архівовано 19 жовтня 2021 у Wayback Machine.]» [разом з останньою передмовою Івана Драча «Таїна Андрія»] // Голос України. — 2021. — 19 жовтня. — С. 13.
- Ткаченко Анатолій. «На рівні божих партитур…» // Драч, І. Крила [Текст]: поезії 1980—1990 років / Іван Драч; упоряд. І. Рябчій; худож.-оформлювач О. Гугалова. — Х.: Фоліо, 2016. — С. 3-44.
- Тримбач Сергій. Іван Драч як кінематограф // Драч, І. Криниця для спраглих. Кіно [Текст] / Іван Драч; упоряд. І. Рябчий; худож.-оформлювач О. Гугалова. — Х.: Фоліо, 2017. — С. 3-12.
- Філіпчук Георгій. «Перекладаючи» Дію Івана Драча [Архівовано 23 жовтня 2021 у Wayback Machine.] / Г. Філіпчук // Слово Просвіти. — 2018. — 28 червня. — С. 3-4.
- Жулинський Микола. Ось і закотилося сонце смутку Івана Драча [Архівовано 23 жовтня 2021 у Wayback Machine.] // Слово Просвіти. — 2018. — 28 червня. — С. 6.
- Ветрова, Алина. Его позвали с собой. О чём жалел и чем гордился Иван Драч [Архівовано 24 жовтня 2021 у Wayback Machine.] / А. Ветрова // Аргументы и факты в Украине. — 2018. — № 26. — С. 19.